# Prostomium
Het prostomium of acron is een uitgroeisel van de monddelen van bijvoorbeeld regenwormen. Het ziet er op het eerste gezicht uit als het voorste segment, maar het is in feite een soort flapje dat gebruikt wordt als een 'lip' en de mondopening bedekt. Het prostomium is beweeglijk en wordt gebruikt om plantendelen in het hol te trekken zodat deze kunnen worden gegeten. Het bevat verschillende zintuiglijke cellen en is voorzien van zenuwen en spieren zodat het voedsel 'geproefd' kan worden.